# آرشي مور (لاعب كرة قاعدة)
آرشي مور (بالإنجليزية: Archie Moore)‏ هو لاعب كرة قاعدة أمريكي، ولد في 30 أغسطس 1941 في Upper Darby Township, Pennsylvania ‏ في الولايات المتحدة.

## وصلات خارجية
- آرشي مور على موقعبيزبول رفرنس.كوم (الدوري الرئيسي) (الإنجليزية)
- آرشي مور على موقعبيزبول رفرنس.كوم (الدوري الثانوي) (الإنجليزية)